# ستيفن أو. بينيت
ستيفن أو. بينيت هو فلاح وشخصية أعمال وسياسي أمريكي، ولد في 1807، وتوفي في 24 مايو 1886 في شيكاغو في الولايات المتحدة. نشط حزبياً في الحزب الجمهوري. وقد انتخب عضو جمعية ولاية ويسكونسن ‏ وانتخب عضو مجلس ولاية ويسكونسن ‏.